# 公众科学

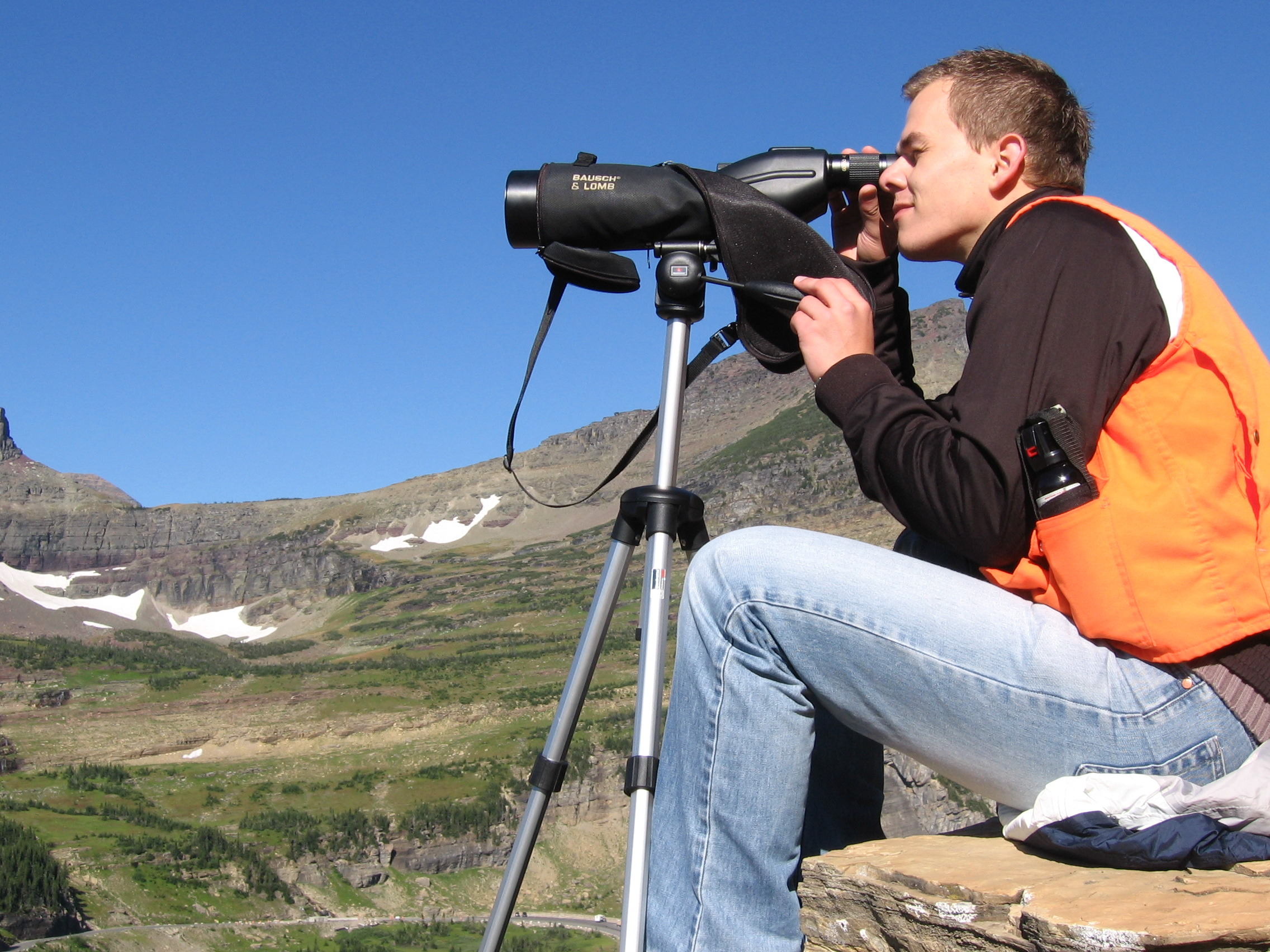
扫描洛根山口悬崖附近的山羊作为冰川国家公园公众科学计划的一部分。

公众科学（Citizen Science），公民科学或群智科学，是指"公众参与的科学研究", 包括非职业的科学家、科学爱好者和志愿者参与的科研活动, 范围涵盖科学问题探索、新技术发展、数据收集与分析等。从形式上看，公众科学已被定义为“系统地收集和分析数据；开发技术；对自然现象的测试，以及这些活动的散发由主要基于业余爱好的研究者。”其成果通常是通过提高科学界的能力，以及增加公众对科学的理解来推动科学研究的进步。
著名的公民科学家包括艾萨克·牛顿、弗洛伦斯·南丁格尔、本杰明·富兰克林和查尔斯·达尔文。 在《新科學人》杂志和提高酸雨意识的运动中可以找到"公众科学(CS)"一词的首次使用。公众科学发现的一个例子是1781年威廉·赫歇爾首次观测到的天王星。
公众科学项目一般由公众和科学家合作发起。 公众科学有时也包含在诸如“公众参与科学研究”和参与行动研究。

## 伦理
已经被发表了各种研究，探讨了公众科学的伦理，包括知识产权和项目设计等问题。（例如）公民科学协会（CSA），总部设在康乃爾鳥類學實驗室和欧洲公民科学协会（ECSA），总部设在柏林自然博物馆，设有道德和原则工作组。

## 历史
“公众科学”是一个相当新的名词，但它是一个旧的做法。在20世纪之前，科学往往是绅士科学家，业余或自费研究人员的追求，如艾萨克·牛顿爵士，本杰明·富兰克林和查尔斯·达尔文等等。然而，到20世纪中叶，科学被大学和政府研究实验室雇用的研究人员主导。 到了1970年代，这种转变受到了质疑。 哲学家保罗·费耶阿本德(Paul Feyerabend)呼吁“科学民主化”。 生物化学家埃爾文·查戈夫（Erwin Chargaff）主张在笛卡尔，牛顿，莱布尼兹，布丰，和达尔文科学中以自然爱好的业余爱好者回归科学；主导科学的应该是“业余爱好而非金钱偏见的技术官僚”。
2016年的一项研究表明，公众科学的最大影响是生物学，保护和生态学研究，主要用作收集和分类数据的方法。

## 業餘天文學

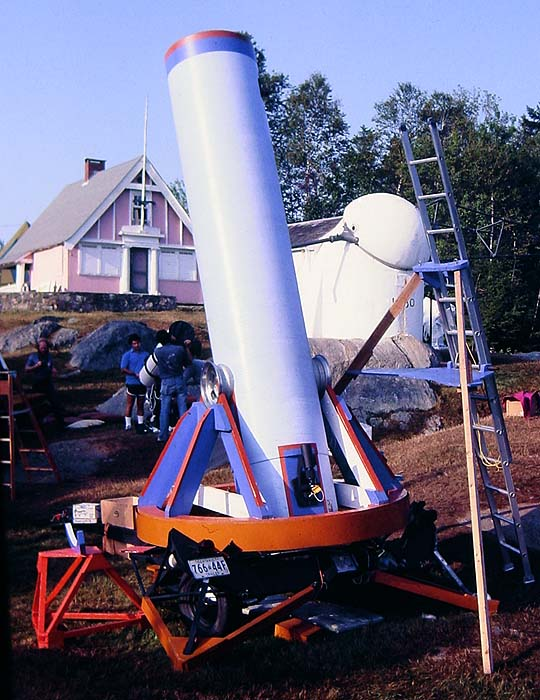
業餘天文學家可以建立他們自己的設備，可以舉辦星空饗宴和聚會，例如Stellafane。

長久以來，天文學的領域充滿了業餘天文學家，一直到今天仍然一樣。
整體而言，業餘天文學家觀察各種天體和現象，有時也建造自己的設備。業餘天文學家的目標通常包括月球、行星、恆星、彗星、流星雨和各種各樣的深空天體，像是星團、星系、和星雲。彗星和恆星的觀測還用於衡量當地的人造輝光。業餘天文學的一個分支，業餘天文攝影，涉及到夜空的拍照。許多愛好這專注於特定的天體、天體的類型、或事件的類型，進行他們感興趣的觀測。
美國變星觀測者協會自1911年以來，蒐集變星的資料，進行教育和專業分析，並鼓勵其成員參與公眾天文和其它的網站。

## 鸟类学
公众科学项目越来越注重为科学研究提供益处。北美鸟类物候学计划（历史上称为鸟类迁徙和分布记录）可能是公众在美国收集鸟类信息的最早集体努力。 该计划的历史可以追溯到1883年，由韦尔斯·伍德布里奇·库克(Wells Woodbridge Cooke)发起。 库克在北美范围建立了一个观察员网络，以收集鸟类迁徙记录。 奥杜邦学会（The National Audubon Society）的圣诞节鸟类统计（Christmas Bird Count；缩写CBC）始于1900年，是公众科学长期存在的另一个例子，一直持续到今天。 公众科学家帮助收集将由专业研究人员分析的数据，并可用于产生鸟类种群和生物多样性指标。

## 地震学
自1975年以来，为了改善地震探测和收集有用信息，欧洲-地中海地震中心监测地震目击者对其网站的访问，并依赖Facebook和Twitter。

## 水文学
公众科学已被用于提供水文学（流域科学）的宝贵数据，特别是洪水风险，水质和水资源管理。 互联网使用和智能手机的拥有的增长使用户能够使用收集和分享实时洪水风险信息，例如利用社交媒体和基于网络的表格。

## 淡水鱼类
水族馆爱好者及其各自的组织对鱼类保护充满热情，并且通常比科学研究人员更了解特定的鱼类物种和群体。他们通过发现新物种、维护包含数千种物种（例如鲶鱼、 墨西哥淡水鱼、 鳉鱼、 慈鲷  ）生态信息的广泛数据库，在淡水鱼类保护中发挥了重要作用，并成功地为保护项目保留和提供濒危和野外灭绝的物种。

## 农业
农民参与实验在农业科学中有着悠久的传统。 公民参与粮食系统不同部分的机会很多。公民科学被积极用于气候适应的作物品种选择，涉及数千名农民。